# 鹽分地帶

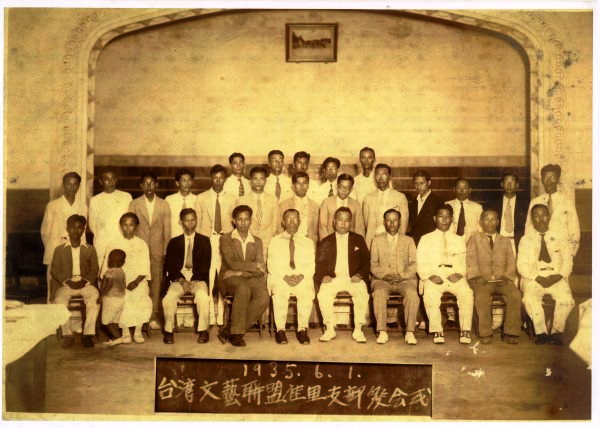
1935年，台灣文藝聯盟佳里支部會式。

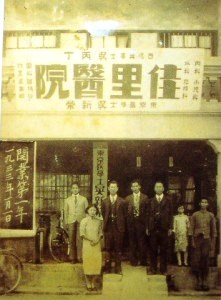
1933年吳新榮醫師等於佳里醫院前（今新醫院）。

鹽分地帶是臺灣文學史上的名詞，泛指在台灣新文學誕生後，於台南州北門郡的佳里、學甲、西港、七股、將軍及北門一帶含有鹽分較多的沿海地區和其自發形成的有著鮮明地方色彩的、較為獨特的文學團體。

## 簡介
鹽分地帶文學多描寫鹽村風物人情，具有鹽村風采情調，表現出強烈的抗擊異民族入侵的鬥爭精神；展示了當地人民在與貧瘠的自然環境鬥爭中形成的勤勞樸實、堅韌不拔的性格和美德。自形成以來，新詩一直占主導地位。因此，日治時期，那裡就被稱為“詩人之鄉”。在1920年代和1930年代之間，那裡就產生了吳新榮、徐清吉、郭水潭、王登山、莊培初、林清文等一批著名的優秀詩人，俗稱北門七子，構成了台灣鹽分地帶詩人群落。
當中，吳新榮對日治時期鹽分地帶文學集團的定位是這樣的，他說：「鹽分地帶只是自然發生的小集團，這集團本身除相互間的友情之外，並無嚴密的組織或規約。這也就是說他們自從變成「台灣文藝聯盟」的「支部」以後，才納入整個台灣的文化運動系統。」。
1933年10月，他們發起成立了佳里青風會，1935年6月1日，又成立了台灣文藝聯盟佳里支部。1940年代以後，右翼勢力抬頭，鹽分地帶文學運動陷於衰落。
戰後，當地作家及文藝愛好者所籌組的文藝團體，最著名的是「台灣筆會鹽分地帶分會」，它是台灣筆會第一個分會，在民國77年5月15日佳里公會堂（今佳里區公所）成立。該分會的成員有黃勁連、黃崇雄、羊子喬、林英良、陳艷秋、陳益裕、月中泉、黃三明，以及鹽分地帶音樂工作室林財印、林神保、黃達人、梁錦德等人士。。
鹽分地帶的文學傳統從日治時期逐步形成以來，一直在不斷的傳承和發展。台灣文學界每年在台南市北門區的南鯤鯓廟內舉行青年文藝營，參加者達數百人。小說、詩歌、散文都在交流之列。一些著名的作家、詩人、評論家應邀來這裡講學，對交流文學經驗、促進文學創作，都起到了良好的作用。

## 日治時期

### 代表人物
- 「南溟藝園」社成員：多田利郎（筆名：多田南溟）、郭水潭、陳奇雲、徐清吉、楊讚丁等人。
- 「佳里青風會」與後來「台灣文藝聯盟佳里支部」之中，幾位文學創作與文學活動較活躍的成員，有：吳新榮、郭水潭、林芳年、莊培初、徐清吉、王登山、王碧蕉、陳培初、黃平堅、陳挑琴、黃炭、葉向榮、鄭國津、郭維鐘、曾對等人。
- 吳萱草、王大俊、王炳南等當地的傳統詩人。吳萱草與一些詩人先後創立「嶼江吟會」（北門地區有詩社之始，後改名為「蘆溪吟社」）、「白鷗吟社」。[3]

### 作品
- 吳新榮、林芳年、郭水潭、王登山、徐清吉、莊培初、王碧蕉等人，他們在日治時期發表的作品大部份發表在《台灣新民報》、《台灣新聞》、《台灣日日新報》、《台灣文藝》、《台灣新文學》、西川滿主編的《文藝台灣》、張文環主編的《台灣文學》等報紙刊物。

- 《吳新榮全集》：多冊。由張良澤主編，遠景出版社在1981年出版。
- 《吳新榮日記全集》：多達11冊。由張良澤主編、國立台灣文學館在2007年以後陸續出版。
- 《吳新榮選集》：3冊。由呂興昌總編輯，葉笛等人中譯，台南縣政府出版。
- 《台南古碑志》：吳新榮著，1986年出版，新文豐出版社。
- 《浪漫的腳印》：林芳年著，1987年出版，晨星出版社。
- 《失落的日記》：林芳年著，1987年出版，晨星出版社。
- 《林芳年小說全集》：林芳年著，歐崇敬、李育霖編，2008年出版，南華大學中日思想研究中心。
- 《曠野裡看得見煙囪：林芳年日文作品選譯集》：林芳年著，葉笛翻譯，2006年出版，台南縣政府。
- 《郭水潭集》：羊子喬編輯，1994年出版，台南縣立文化中心。

### 曾到訪當地之人士
- 從郭水潭〈從「鹽分地帶」追憶吳新榮〉一文（該文原載於1967年6月的《台灣風物》17卷3期，該文後來被收錄到《郭水潭集》，位於頁248~252。）可知，有以下幾位：
  - 台北：陳逸松、陳紹馨、黃得時、王井泉、江賜金、王詩琅、廖漢臣、張維賢、楊千鶴、林克夫、呂訴上、金關丈夫、池田敏雄、藤野勇士、多田道子等。
  - 台中：張深切、張星健、楊逵、葉陶、賴明弘、江燦琳、田中保勇、日高紅椿等。
  - 彰化：李君晰、石錫鈍、許乃昌等。
  - 南投：吳坤煌、林衡權等。
  - 嘉義：林快青、賴雨若、徐玉書等。
  - 台南：林茂生、歐清石、楊熾昌、莊松林、江家錦、盧嘉興、賴建銘、黃百祿、國分直一等。
  - 屏東：劉捷、黑木謳子等。

## 戰後文學社群的形成
鹽分地帶幾位作家運用自身已有的人脈、財力和其他有形無形的資源組織文學社團或者策劃、舉辦大型文學活動，抑或計劃出版鹽分地帶文學選集、叢書等。藉著上述方式凝聚當地作家及文藝愛好者的向心力，促進他們對鹽分地帶文學、文化的認同感。目前為止，許多談論鹽分地帶文學的人，還是普遍著眼在少數幾位重點作家。對於戰後鹽分地帶文學社群形成力量的簡要歸納，暫且可分為內在與外在兩大類。

### 內發的形塑力量
例如由當地人士所成立的台灣筆會鹽分地帶分會、鹽分地帶音樂工作室等文藝團體和其舉辦多場大型文藝活動和其所產生的後續影響，如1973年舉辦的「全國詩人聯誼大會」、兩次的「南瀛新文藝研習會」、三十年不間斷的「鹽分地帶文藝營」、後來的「南鯤鯓台語文學營」和海翁台灣文學營（页面存档备份，存于）。
此外，鹽分地帶文友自掏腰包或依靠自家出版社力量，出版「鹽分地帶」文學選集、叢書等。臺灣北部作家杜文靖和幾位鹽分地帶文友在「自立晚報」、「民眾日報」、「台灣時報」等報紙，策劃執行的幾次「鹽分地帶文學展」、「鹽分地帶詩展」，還有早期鹽分地帶文藝營活動前後的專輯、特刊。

### 外部的形塑力量
台南縣政府對於當地的文學發展有長期努力。除了持續地策劃出版多達百冊《南瀛作家作品集》，當中鹽分地帶區域出生的作家也不在少數。主辦單位的選擇標準對外界的認知產生或多或少的作用，例如「哪位作家屬於南瀛作家？」、「誰是屬於鹽分地帶的作家？」之類的問題。另外南瀛文學獎的徵文活動、得獎作品出版，以及各獎項的頒贈使得人們意識到「南瀛」或「鹽分地帶」區域出現哪些文壇新手，以及發現那些尚未被發掘出來的寫作者。
地方政府也和學者、藝文人士合作對南瀛學有幾項具體拓展行動，例如《鹽分地帶文化》、《南瀛鹽分地帶藝文人物誌》和《鹽分地帶文學》雜誌的出版，帶給讀者刺激與印象。

### 代表人物
- 「北門七子」以及「佳里青風會」與「台灣文藝聯盟佳里支部」成員。[4]
- 作家：[4]
  - 黃勁連、羊子喬、鄭炯明、謝武彰、林佛兒（2017年4月病逝）、周梅春、黃崇雄（筆名：蕭郎）、林仙龍（筆名：林聲、桑無）、楊青矗、林仙龍（筆名：簡簡）、張德本、林清文、陳益裕、陳艷秋、黃武忠、林明美（筆名：蘇菲（台灣作家））、白聆（本名：曾吉郎）、周定邦、莊柏林等人。
- 當地文藝愛好者：[4]
  - 黃昭敏、月中泉、謝光村、黃必勝、高琇嬅、黃三明、小赫、曾旺萊、林金悔（曾出任國立文化資產保存研究中心籌備處主任）、鹿耳門漁夫（本名：蔡奇蘭，七字仔「台灣史詩」的作者）等人。
- 詩人及「鯤瀛詩社」等傳統詩社的成員：[4]
  - 吳明雄（吳鉤）、吳中、洪高舌、莊秋情、陳進雄等人。
- 文史工作者：[4]
  - 吳永梱、涂順從、許獻平、黃文博、黃明雅、陳丁林等人。
- 書畫家（國畫家、書法家）：[4]
  - 王英雄、李春祈、李義弘、李賜端、洪鑾聲、涂璨琳、陳宏田、陳秋野、曾遜祥、黃才松、黃明賢等人。
- 傳統藝術家：[4]
  - 李漢卿（寺廟彩繪技藝）、洪清課（木雕）、洪賜評（寺廟石雕與葫蘆雕）、方金生（藝陣教練）、王明賢（糊紙技藝）、王保原（剪黏）、吳春喜（製作「箍桶」師傅）、洪進福（草編）、唐琳（剪紙）、郭常喜（刀劍製作）、陳合順（四句聯仔）、陳學禮（傳統曲藝）、黃秋鐘（民俗文物收藏）、黃清川（醮壇設計）、黃景寬（走唱）、蔡添登（傳統曲藝）等人。
- 攝影家：[4]
  - 吳夏雄、吳淵源、李國殿、林茂森、林神保、莊昭盛、莊錦富、曾進良、黃明惠、蔡文智等人。
- 現代藝術家：[4]
  - 陳金胡（畫家）、陳國進（漫畫，2012年3月病逝）、黃才郎、楊明忠（雕塑）、蘇秋（原住民藝術）、林春美（色鉛筆畫）、洪通（素人畫家，1987年2月逝世）、郭登財（素人畫）等人。

### 作品

#### 小說
- 《鹽田兒女》：蔡素芬著，1994年出版，聯經出版公司。
- 《一隻鳥仔》：黃崇雄著，1980年出版，林白出版社。後易名《一隻鳥仔哮啾啾》由台笠出版社於1989年9月發行。
- 《烏腳病房》：黃崇雄著，1996年6月出版，臺南縣立文化中心。

#### 散文
- 《七股舞黑琵》：陳艷秋著，2003年10月出版，紅樹林文化公司。
- 《佳里火鶴紅》：陳艷秋著，2003年8月出版，紅樹林文化公司。
- 《潭仔墘札記》：黃勁連著，1982年8月出版，水芙蓉出版社。

#### 新詩
- 《西拉雅．北頭洋．部落紀事》：羊子喬著，2011年4月出版，草根出版社。

#### 影視
- 《鹽田兒女》（電視劇，改編自蔡素芬同名小說，1995年於公共電視播映。）
- 《一隻鳥仔哮啾啾》（電影，改編自黃崇雄同名小說，1988年上映，張志勇執導。）

#### 文選與期刊
- 《鹽分地帶文學選》（黃勁連、羊子喬主編，林白出版社，1979年初版）
- 《鹽的傳人：鹽分地帶散文選集》（黃勁連、羊子喬主編，水芙蓉出版社，1982年初版）
- 《鹽分地帶文學選集（一）》（黃勁連、羊子喬主編，自立報系出版，1988年出版）。

收錄當地作家的單篇作品，並附有簡短的作家介紹，有新詩、散文、小說等文類，不過多是作家在民國七十幾年當時或是之前完成的作品。
- 《鹽分地帶文學》雙月刊雜誌
  - 林佛兒主編，是國內第一本由地方政府發行的文學刊物。前台南縣政府、現台南市政府於2005年12月資助出版。各期雜誌中均有收錄當地作家的近作，包括新詩、小說、散文、攝影等作品。

- 《南瀛作家作品集》系列作品集
  - 台南縣政府自1993年開始每年皆出版，範圍包括「鹽分地帶」以及其週邊地區（如學甲、新營、麻豆等地）的作家作品，迄今持續出版。所出版的作品集，有由單一作品構成，也有多篇各不相屬的作品構成的合集。類型涵蓋新詩、小說、散文、評論、論文等，包含以國語文及台語文等語言的創作。

- 《南瀛文學創作獎》作品集
  - 每屆由臺南縣政府（現臺南市政府）出版。國家圖書館、國立台灣文學館、各大專院校圖書館，以及縣（市）圖書館等機構均有收藏。

- 《南瀛重要作家研究文集》系列研究文集
  - 台南縣政府出版。截至2012年止，除楊逵與阿盛外，被研究的鹽分地帶作家有吳新榮、楊青矗、林佛兒、郭水潭等。

- 《南瀛文化研究》叢書
  - 臺南縣政府出版。收錄當地文史工作者許獻平、黃文博、涂順從等人的作品。該叢書多達66冊，研究對象有當地的眷村、戲院、祀神故事、歷史書築、冰品等等，不過已屬於文化的範疇。由於撰寫人士多是當地人士，因此當中具文學性質的作品，可視為鹽分地帶文學的產物。

### 文學活動
- 1973年，「主流詩社」舉辦的「全國詩人聯誼大會」。
- 1976年，「大漢出版社舉辦的兩次「南瀛新文藝研習會」。
- 1979年，黃勁連、羊子喬、黃崇雄等人為代表的鹽分地帶文友、吳三連、吳豊山、杜文靖以及自立晚報同仁等愛好文藝人士，所舉辦的「鹽分地帶文藝營」。該營每年舉辦不間斷，至民國97年（西元2008年）第30屆，之後停辦。第1屆到第16屆（民國68~83年，西元1979~1994年）由自立晚報主辦；第17屆到第30屆（民國84~97年，西元1995~2008年）由吳三連台灣史料基金會主辦。
- 1987年4月26日，鹽分地帶作家在台南佳里鎮宣布成立「鹽分地帶寫作協會」，並且舉行「蕭郎小說討論會」。[5]:392
- 1988年5月15日，台灣筆會鹽分地帶分會在佳里鎮公會堂（今佳里區公所）。
- 1988年9月24日，台灣筆會鹽分地帶分會在台南縣佳里鎮「耕文語文中心」舉行「林宗源台語詩討論會」。參加討論的詩人作家有：黃勁連、錦連、李勤岸、黃勁連、黃樹根、莊金國、吳鉤、利玉芳、黃崇雄、陳艷秋。[5]:418
- 1992年2月12日，黃勁連策劃「古今詩詞吟唱大會」。該活動是為了慶祝南鯤鯓代天府香客大樓落成。由杜文靖主持，陳千武、詹冰、趙天儀、林宗源、杜潘芳格、錦連、白萩、羊子喬、黃恆秋等人朗誦新詩；陳進雄、吳素娥、施炳華吟唱唐詩宋詞，並配合舞蹈、絲竹伴奏。[6]:11
- 1992年9月20日，當地作家陳艷秋、利玉芳籌組「台南縣春雨婦女協進會」，在台南縣佳里鎮老人會館舉行成立大會。該會宗旨是追求女性成長、再出發，並推動文化工作。[6]:59
- 1993年5月9日，台南縣學甲鎮尊賢館慶祝開館，舉辦「鹽分地帶作家書展」，展出作家有：吳新榮、林芳年、黃昭堂、陳冠學、吳豐山、林佛兒、鄭炯明、莊柏林、黃勁連、黃武忠、黃文博、陳艷秋、周梅春、謝武彰、羊子喬等人的文學作品。並由台文通訊社與蕃薯詩社聯合舉辦「讀者聯誼會」，內容有「台文練讀」、「台語詩歌演唱」。[6]:121
- 1994年1月2日，全國詩人聯吟大會在台南縣學甲鎮法源禪寺三樓演講堂舉行，由住持釋開雲、南縣鯤瀛詩社社長吳登神、國學會會長陳敏璜共同主持，該活動是為了慶祝禪寺重建落成，有五百多位人士參加。[6]:194
- 1994年2月6日，黃勁連與莊柏林策劃、創辦「南鯤鯓台語文學營」，在南鯤鯓代天府舉辦。雖然該營之後沒有持續舉辦下去，但是黃勁連沒有放棄舉辦台語文學營的夢想，因此沒有多久就策劃出海翁台灣文學營（页面存档备份，存于）。該營由海翁台語文教育協會主辦，幾乎都在南鯤鯓代天府舉辦，活動時間在每年7、8月，截至2014年已舉辦了十屆。[6]:206

## 外部連結
- 鹽分地帶文學（页面存档备份，存于）
- 鹽分地帶及其文學發展
- 2007台灣作家作品目錄系統（页面存档备份，存于）